# 樋口龍美
樋口 龍美（ひぐち たつみ、1976年5月12日 - ）は、福岡県朝倉市出身の元プロ野球選手（投手）。左投右打。現在は中日ドラゴンズの二軍総務。

## 来歴

### プロ入り前
九州国際大学時代は、4年春にリーグ戦でノーヒットノーランを達成するなど、7勝で最多勝、敢闘賞、ベストナインで大学通算20勝を挙げ、1999年、JR九州に入社した。当時のJR九州では田﨑昌弘がエースとして活躍していたが、注目の左腕として期待された。しかしなかなか結果を残せず、腰の回転を意識するために一時はアンダースローにも転向した。2003年に再びスリークォーターに戻してからは球速も伸び、日産自動車九州の補強選手として都市対抗初出場を果たすなど実績を残した。
2004年の都市対抗九州予選ではエースとしてチームの九州第一代表獲得に貢献し、樋口自身も予選MVPに選ばれた。大会でもチームの勢いは続き、全試合に先発すると1回戦でJR九州としては門司鉄道局時代46年ぶりの勝利、さらに68年ぶりのベスト8を達成した。秋の日本選手権九州予選でも第二代表を獲得したが、大会では1回戦で敗れた。
しかしこの1シーズンで一躍社会人球界屈指の左腕として名を挙げ、2004年のドラフトで中日ドラゴンズに自由枠で入団した。

### プロ入り後
29歳でのプロ入りで即戦力として期待されていたが、プロ入り後はヘルニアに悩まされた。
1年目の2005年は一軍登板がなく、オフに1500万円から800万円と、新人選手としては異例の野球協定に定められた上限を超える減俸となった。
その後も一軍で登板することがないまま2007年に戦力外通告を受け、その後現役を引退した。自由枠での入団ながら2004年の中日ドラフト指名選手で唯一一軍出場がなく、退団・引退も10巡目指名の鎌田圭司と並んで一番早くなってしまった。

### 引退後
引退後は球団職員（二軍総務）として球団に残った。

## プレースタイル
力強いフォームから長い腕をしならせ、140km/hを超える速球とキレのある変化球を駆使する投球スタイルであった。

## 詳細情報

### 年度別投手成績
- 一軍公式戦出場なし

### 背番号
- 21 （2005年 - 2007年）